# Planchonella rufocostata
Planchonella rufocostata är en tvåhjärtbladig växtart som beskrevs av Jérôme Munzinger och Swenson. Planchonella rufocostata ingår i släktet Planchonella och familjen Sapotaceae. Inga underarter finns listade i Catalogue of Life.